# Modern idők

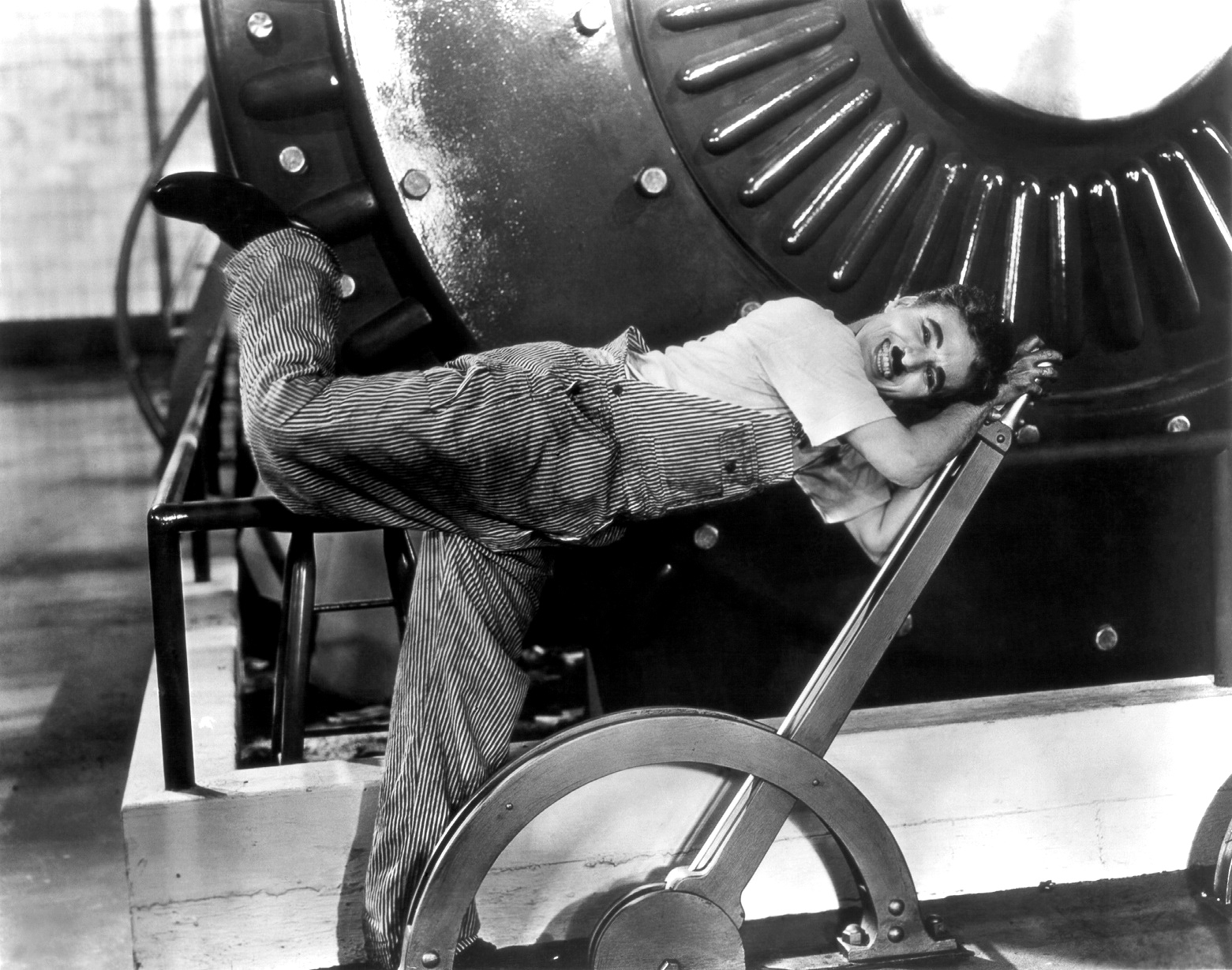
Részlet a filmből

A Modern idők (eredeti cím: Modern Times) 1936-ban bemutatott fekete-fehér amerikai némafilm Charlie Chaplin rendezésében. Ebben a filmben láthatjuk viszont utoljára Chaplin kis Csavargóját. A Modern idők volt Chaplin utolsó némafilmje. Bár hasonlóan a Nagyvárosi fények (1931) című filmhez, már itt is felhasznált hanghatásokat. Sőt rádión keresztül zajló párbeszédrészleteket is hallhatunk. A film különlegessége még, hogy az eddigi Chaplin-filmekben néma Csavargó egy dal erejéig hallatja a hangját.

## Cselekmény
A film a világ elgépiesedéséről szól. A Csavargó most egy gyárban dolgozik, ahol az a feladata, hogy a futószalagnál állva csavarokat kell meghúzogatnia. A munka monoton és gyors. A kis Csavargó pedig lassan belebolondul feladatába. Mindent megcsavaroz, amit csak lehet, és hatalmas felfordulást csinál a gyárban. Hamarosan a kórházban köt ki. Miután kiengedik, az orvos nyugalmat, csendet és kényelmet javasol neki. Neki azonban semmije nincs. Még munkája sem. Élete tehát nem lehet nyugalmas. Épp hogy kiengedik, felvesz a földről egy kocsiról leesett zászlót. Mögötte felsorakoznak a tüntetők. Hamarosan, mint a vezetőjük kerül börtönbe. Itt kábítószer hatása alá kerül, és ártalmatlanná teszi a börtönből szökni készülő galád rabokat. Jutalmul külön cellát kap, és nem sokkal később egy ajánlólevéllel ki is engedik. Egy hajóépítkezésen kezd dolgozni, ahol egy éket kellene elhoznia, de épp az épülő hajó alól húzza ki, így az a tengerben köt ki, és elsüllyed. Természetesen mennie kell.
Eközben egy fiatal lány (Paulette Goddard) ételt osztogat a szegény gyerekeknek, és visz haza családjának. Ők is nincstelenek. A Lány munkanélküli apjával és kishúgaival él. Apjukat egy tüntetés során lelövik, és a két kislányt intézetbe viszik. Nővérük azonban megszökik.
Épp kenyeret lop, amikor összetalálkozik a Csavargóval. A rendőrök persze elkapják őket és a Csavargó magára vállalja a lopást, és a Lány megszökhet. A rabszállítóban azonban újra összetalálkoznak. Megszöknek és együtt próbálnak szerencsét. A Csavargó éjjeliőr lesz egy áruházban, és mindent megtesz, hogy a lány kényelmesen alhasson és ehessen amennyit akar. Éjjel azonban betörnek az egykori börtöntársak, és a találkozás nagy ivásba csap át. Reggel a Csavargó a ruhák közt ébred, és ismét börtönbe kerül. Mikor kijön, a lány várja, aki még egy városszéli kis viskót is szerzett maguknak. Otthon már van, csak munka kellene. Hamarosan talál is munkát: egy gyárban lesz segéd. Azonban kétbalkezessége mindent elront. Hamarosan a főnöke is a gépben köt ki. Nemsokára kiderül, hogy a hely bezár és neki mennie kell. Egy félreértés miatt azonban újra a börtönben köt ki. Mikor kijön, a lány munkával várja. Egy étteremben lesz pincér és énekes, míg a lány táncosnő. Már úgy tűnik, minden rendbe jön. Az étterem vezetőjének tetszik a produkciójuk, azonban a rendőrök észreveszik a körözött lányt, és nekik menekülniük kell.
Együtt folytatják útjukat, a kis Csavargó és a Lány egy törpülő alakját láthatjuk, ahogy folytatják véget nem érő útjukat és küzdelmüket a modern, gépies világban.

## Szereplők
- Charlie Chaplin – a Csavargó
- Paulette Goddard – a lány (Ellen Peterson)
- Henry Bergman – a kávézó tulajdonosa
- Chester Conklin – gépész
- Stanley Sandford – Big Bill
- Hank Mann – bűnöző
- Stanley Blystone – Ellen apja
- Allan Garcia – az Electro Steel Corp. elnöke